# Võ Văn Tần
Võ Văn Tần (21 tháng 08, 1891 — 28 tháng 08, 1941) là một nhà cách mạng Việt Nam, một lãnh đạo cấp cao của Đảng Cộng sản Đông Dương giai đoạn 1930-1940.

## Tiểu sử
Ông sinh ngày 21 tháng 8 năm 1891, quê ở huyện Đức Hòa, tỉnh Chợ Lớn (nay thuộc tỉnh Long An), là anh ruột của Võ Văn Ngân. Xuất thân trong một gia đình nông dân nghèo. Lớn lên ra thành phố làm nghề kéo xe để kiếm sống. Sớm tham gia các cuộc đấu tranh ở địa phương. Tham gia hoạt động yêu nước trong tổ chức của Nguyễn An Ninh, sau chuyển sang tổ chức An Nam Cộng sản Đảng vào năm 1929. Bí thư Huyện ủy đầu tiên huyện Đức Hòa (1930), trực tiếp tổ chức cuộc đấu tranh của nông dân ở Đức Hoà ngày 4 tháng 6 năm 1930, bị thực dân Pháp kết án tử hình vắng mặt. Bí thư Tỉnh uỷ Chợ Lớn (1931), bí thư Tỉnh ủy Gia Định (1932). Từ 1936, tổ chức lãnh đạo phong trào đấu tranh dân chủ ở Sài Gòn và các tỉnh Nam Kỳ; bí thư Xứ uỷ Nam Kỳ, uỷ viên Ban Chấp hành Trung ương Đảng (1937 - 1940). Tham dự Hội nghị lần thứ 6 (tháng 11 năm 1939) của Ban Chấp hành Trung ương Đảng họp ở Bà Điểm, Hóc Môn. Ông bị thực dân Pháp bắt vào ngày 21 tháng 4 năm 1940 tại xã Tân Xuân, huyện Hóc Môn và sau đó bị xử bắn tại Hóc Môn ngày 28 tháng 8 năm 1941, cùng với một số nhà cách mạng và lãnh đạo Cộng sản khác.

## Vinh danh
Ngày nay tên của ông được đặt cho nhiều con đường tại Thành phố Hồ Chí Minh và nhiều địa phương khác trong cả nước.
Tại quê hương ông, tên ông được đặt cho trường phổ thông cơ sở Võ Văn Tần khu phố 3, thị trấn Đức Hòa, huyện Đức Hòa, tỉnh Long An. Tại khu di tích lịch sử Ngã tư Đức Hòa, tượng đài Võ Văn Tần được đặt trong công viên mang tên ông.

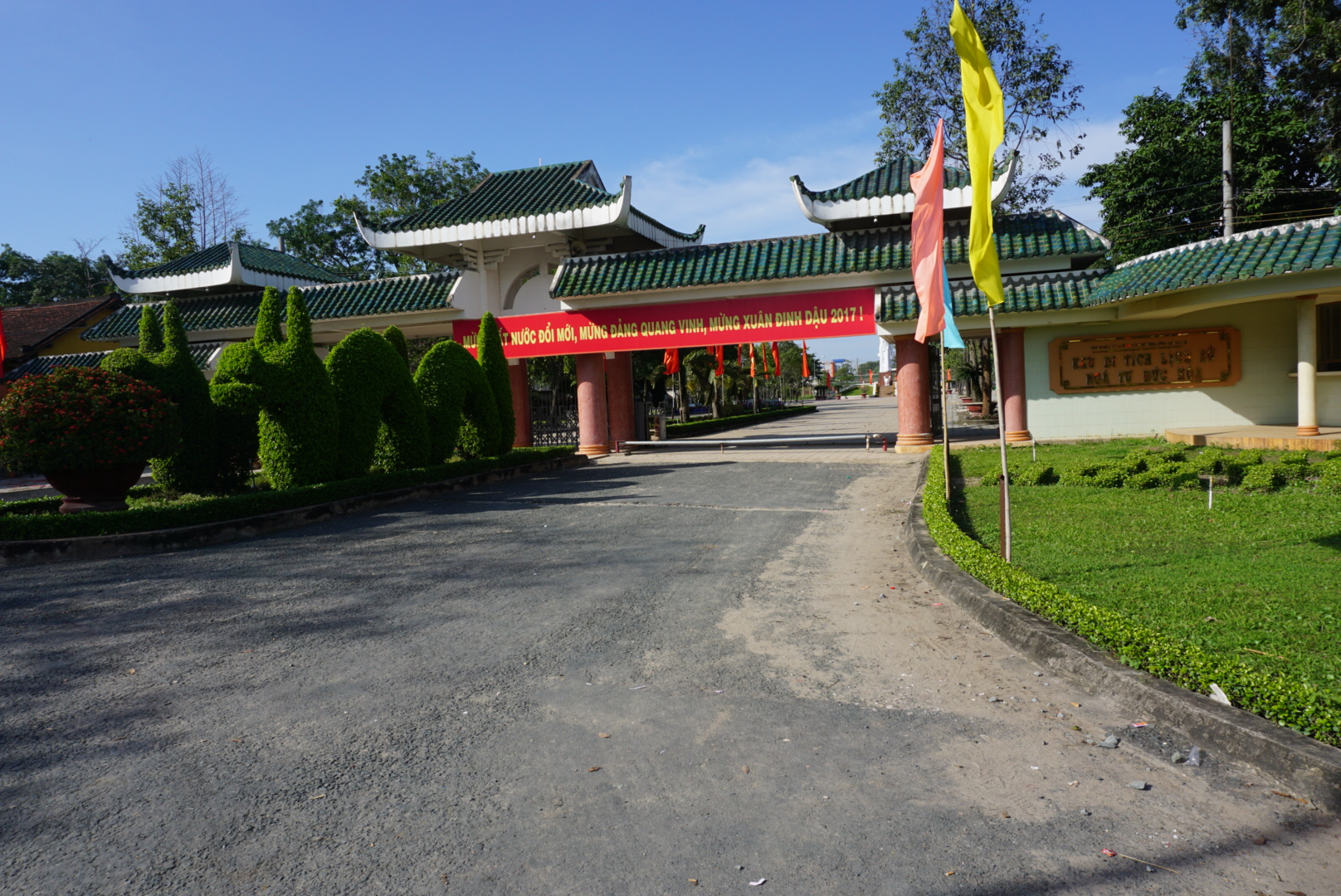
Công viên Võ Văn Tần